# 케냐의 국장
케냐의 국장은 1963년에 제정되었다.

케냐의 국장

국장 가운데에 그려져 있는 방패 안에는 검은색, 빨간색, 초록색 세 가지 색으로 구성된 가로 줄무늬 사이에 두 개의 하얀색 줄무늬가 그려져 있으며 빨간색 줄무늬 안에는 도끼를 든 수탉이 그려져 있다. 검은색은 케냐의 국민을, 초록색은 농업과 천연 자원을, 빨간색은 자유를 위한 투쟁을, 하얀색은 통일과 평화를 의미한다. 수탉은 케냐의 풍습에서 새로움과 삶의 번영을 의미하는 동물로 여겨지고 있다.
방패 뒤쪽에는 엇갈린 채로 놓여 있는 두 개의 창이 그려져 있으며 방패 양쪽에는 두 마리의 사자가 그려져 있다. 방패와 사자 아래에는 케냐산과 케냐의 주요 농산물인 커피, 제충국, 사이잘, 차, 옥수수, 파인애플이 장식되어 있다. 방패와 창은 단결과 자유의 수호를 의미한다. 국장 아래쪽에 있는 리본에는 케냐의 나라 표어인 "함께 노동을"("Harambee")이 스와힐리어로 쓰여 있다.